# سد كيجيما
سد كيجيما هو سد جاذبية يقع في محافظة شيمانه في اليابان. يستخدم السد لإنتاج الطاقة. تبلغ مساحة مستجمعات المياه في السد 140.2 كيلومتر مربع. يحجز السد حوالي 160 هكتارًا من الأرض عندما يمتلئ ويمكنه تخزين 23470 ألف متر مكعب من المياه. اكتمل بناء السد في عام 1956. 